# Istiblennius edentulus
Istiblennius edentulus, umgangssprachlich auch Doppelband-Felshüpfer genannt, ist eine Fischart aus der Familie der Schleimfische. Er kommt in den Korallenriffen des Pazifischen sowie des Indischen Ozeans vor. Die Männchen dieser Art können eine Körperlänge von 16 cm erreichen, die Weibchen werden bis zu 13 cm groß.

## Merkmale
Die Männchen sind dunkel bis grünlich-grau mit 5–6 Paar rotbrauner, vertikaler Balken entlang des Körpers, fleischigen Hautlappen auf dem Kopf und blassen, diagonalen Streifen auf der Rückenflosse.
Das Aussehen der Weibchen unterscheidet sich nicht stark von dem der Männchen. Ihnen fehlt aber der Hautlappen am Kopf. Die Balken sind unterbrochen und verwandeln sich in Flecken auf der Rückseite des Körpers.

## Lebensweise
Das Hauptnahrungsmittel der Schleimfische sind größtenteils Algen sowie Algenaufwuchs (Epiphyten) und Seegras.
Sie kommen in einer Wassertiefe von einem bis fünf Meter vor und bevorzugen eine durchschnittliche Wassertemperatur von 25 °C bis 28 °C.
Die meiste Zeit verstecken sich die kleinen Fische zum Schutz in Rissen oder Löchern. Erwachsene Tiere springen bei Gefahr aus dem Wasser und flüchten sich so in einen anderen Gezeitenpool.
Istiblennius edentulus bewohnt vor allem felsige Ufer, kommt meist paarweise oder in kleineren Gruppen vor.

## Besonderheiten
Ähnlich wie der Großteil aller Fels- und Schlammspringer kann der Doppelbinden-Felshüpfer, wenn einmal trocken gefallen, unter Steinen und Algen die normale Luft atmen.

## Gefährdungssituation
Die IUCN schätzt die Art als nicht gefährdet ein.